# خيسوس جايلز سانشيز
خيسوس جايلز سانشيز (بالإسبانية: Jesús Giles Sánchez)‏ هو سياسي مكسيكي، ولد في 9 يونيو 1961 في كويرنافاكا في المكسيك، وتوفي في 15 أبريل 2012 بسبب سرطان. حزبياً، نشط في حزب العمل الوطني. وقد انتخب عضو مجلس النواب المكسيك.